# Distretto del Kutch
Il distretto del Kutch (chiamato anche Kachchh) è un distretto del Gujarat, in India, di 1 526 321 abitanti. Il suo capoluogo è Bhuj.

## Geografia fisica
Kachchh letteralmente significa "qualcosa che diventa a intermittenza secco e bagnato".
Il distretto del Kutch è circondato dal Golfo di Kutch e dal Mar Arabico a sud-est, mentre il nord e l'est confinano con il Grande e il Piccolo Rann del Kachchh.

## Geografia umana
Il distretto di Kachchh, con i suoi 45652 km², è il secondo distretto dell'India.
Il centro amministrativo è Bhuj che è geograficamente al centro del distretto.
Altre grandi città sono Gandhidham, Adipur, Anjar, Mandvi e Mundra. Il distretto ha 966 villaggi.

### Società
Con i suoi 45652 km² è il più grande distretto del Gujarat e il secondo dopo il distretto di Leh.

### Lingue e dialetti
Le principali lingue parlate nel Kutch sono il Kutchi (Kachchhi) e il Gujarati. Il Kutchi deriva dalle lingue limitrofe: Sindhi, Punjabi e Gujarati. Le scritture in Kutchi sono scomparse riducendolo ad un dialetto. Testi in Kutchi possono essere trovati al Kachchh Museum.